# Louis Carré
|  | Aquest article tracta sobre el matemàtic francès. Si cerqueu el futbolista belga, vegeu «Louis Aimé Carré». |

Louis Carré   (Nangis, 26 de juliol de 1663 - París, 11 d'abril de 1711) va ser un matemàtic francès dels segles XVII-XVIII, conegut pel seu llibre de càlcul integral.

## Vida
Fill d'un agricultor de Nangis, el seu pare volia que estudiés per a sacerdot, però després d'estudiar teologia durant tres anys a París, va renunciar a l'assignació paterna i va deixar els estudis teològics.
Va ser contractat per Malebranche com escrivent i, aleshores, va començar a interessar-se per les matemàtiques i la filosofia cartesiana. Va romandre amb Malebranche durant set anys, donant també algunes classes privades de matemàtiques i filosofia, tenint moltes dones (incloent monges) com alumnes.
Varignon el va prendre com alumne geòmetra a l'Acadèmie Royale des Sciences i el 1697 va ser nomenat membre de l'Acadèmie. Quan va ser nomenat pensionari de Mecànica de l'Acadèmia (1706), es va encarregar de tot el que tenia a veure amb la Música des del punt de vista científic: teoria del so, descripció d'instruments, etc.
Però els seus treballs es van veure interromputs per una malaltia estomacal crònica. Incapaç gairebé de cap feina útil, es va retirar a la casa del conseller del parlament Chauvin, on va morir.

## Obra
La seva obra principal és el Mèthode pour la mesure des surfaces (París, 1700) que es pot considerar el primer llibre de text sobre càlcul integral.
També va escriure nombroses memòries pel journal de l'Acadèmie i pel Journal des sçavans, entre les quals, les més destacables son l'Abregé d'un traité sur la théorie générale du son, sur les différents accords de la musique et sur le monochorde (1707) i les Experiénces physiques sur la réflexion des balles de mousquet dans l'eau, et sur la résistance de ce fluide (1705).